# Arotes decorus
Arotes decorus là một loài tò vò trong họ Ichneumonidae.